# 吳典
吳典（1740年—1789年），原名琠，字學齋，海南琼山人。清朝翰林。

## 生平
乾隆三十四年（1769年）中式己丑科二甲第四十七名進士。選翰林院庶吉士，散館授編修。參修《四庫全書》。晚年致仕歸里，在瓊台書院任教。

## 外部連結
- 三四吳典[永久] 海口晚报